# Taranto Football Club 1927 2018-2019
Questa pagina raccoglie i dati riguardanti il Taranto Football Club 1927 nelle competizioni ufficiali della stagione 2018-2019.

## Stagione
Il Taranto, in questa stagione, ha partecipato alla Serie D dopo il quarto posto dell'anno precedente.

## Organigramma societario
Area direttiva
- Presidente: Massimo Giove
- Direttore generale: Gino Montella
- Segretario generale: Mariagrazia Sigrisi
- Dirigente accompagnatore: Giuseppe Giove
- Addetto stampa: Sandro Corbascio

Staff tecnico
- Allenatore: Luigi Panarelli
- Allenatore in seconda: Gianluca Triuzzi
- Match analyst: Lorenzo De Lista
- Direttivo Sportivo:
- Preparatore atletico: Ciro Gallo
- Preparatore dei portieri: Gianmario Petrelli
- Magazziniere: Aldo Scardino

Area Sanitaria
- Responsabile sanitario: Guido Petrocelli
- Medico sociale: Alessandro Chiarelli
- Nutrizionista: Francesco Settembrini
- Fisioterapisti: Aldo Portulano
- Massaggiatore: Sante Simone

## Rosa
| N. |                           | Ruolo | Calciatore           |
| -- | ------------------------- | ----- | -------------------- |
| 1  | Italia (bandiera)         | P     | Paolo Pellegrino     |
| 3  | Italia (bandiera)         | D     | Gioacchino Carullo   |
| 4  | Italia (bandiera)         | C     | Stefano Manzo        |
| 5  | Italia (bandiera)         | C     | Stefano D'Agostino   |
| 6  | Italia (bandiera)         | C     | Gianmaria Guadagno   |
| 7  | Italia (bandiera)         | C     | Mauro Gori           |
| 8  | Italia (bandiera)         | C     | Massimiliano Marsili |
| 9  | Costa d'Avorio (bandiera) | A     | Adama Diakitè        |
| 9  | Italia (bandiera)         | A     | Fabrizio Roberti     |
| 10 | Italia (bandiera)         | A     | Cristiano Ancora     |
| 10 | Italia (bandiera)         | A     | Vittorio Esposito    |
| 11 | Italia (bandiera)         | A     | Ivan Squerzanti      |
| 12 | Italia (bandiera)         | P     | Andrea Cavalli       |
| 13 | Italia (bandiera)         | D     | Pellegrino Albanese  |
| 16 | Italia (bandiera)         | D     | Salvatore Pelliccia  |
| 17 | Italia (bandiera)         | C     | Emiliano Massimo     |
| 18 | Italia (bandiera)         | D     | Salvatore D'Alterio  |

| N. |                   | Ruolo | Calciatore             |
| -- | ----------------- | ----- | ---------------------- |
| 19 | Italia (bandiera) | D     | Nicola Lanzolla        |
| 20 | Italia (bandiera) | C     | Sebastian Di Senso     |
| 21 | Italia (bandiera) | D     | Claudio Miale          |
| 22 | Italia (bandiera) | P     | Francesco Martinese    |
| 23 | Italia (bandiera) | A     | Cosimo Salatino        |
| 24 | Italia (bandiera) | C     | Francesco Maria Araldo |
| 27 | Italia (bandiera) | D     | Gaetano Infusino       |
| 28 | Italia (bandiera) | D     | Vito Di Bari           |
| 30 | Italia (bandiera) | C     | Angelo Bonavolontà     |
| 31 | Italia (bandiera) | D     | Dario Bova             |
| 32 | Italia (bandiera) | D     | Antonio Ferrara        |
| 67 | Italia (bandiera) | D     | Damiano Menna          |
| 77 | Italia (bandiera) | A     | Fabio Oggiano          |
| 86 | Italia (bandiera) | A     | Antonio Croce          |
| 94 | Italia (bandiera) | A     | Ciro Favetta           |
| 98 | Italia (bandiera) | P     | Vittorio Antonino      |

## Calciomercato

### Sessione estiva(dal 01/07 al 31/08)
| Acquisti | Acquisti               | Acquisti           | Acquisti      |
| R.       | Nome                   | da                 | Modalità      |
| -------- | ---------------------- | ------------------ | ------------- |
| P        | Andrea Cavalli         | Monterosi          | definitivo    |
| P        | Romeo Bertani          | Diegaro            | definitivo    |
| P        | Simon Van Brussel      | Troina             | definitivo    |
| P        | Paolo Pellegrino       | Cosenza            | prestito      |
| C        | Emiliano Massimo       | Cavese             | definitivo    |
| A        | Ivan Squerzanti        | Torino             | definitivo    |
| D        | Pellegrino Albanese    | Turris             | definitivo    |
| A        | Fabio Oggiano          | Cavese             | definitivo    |
| D        | Andrea Nocerino        | Cittadella         | definitivo    |
| C        | Sebastian Di Senso     | Corato             | definitivo    |
| D        | Gaetano Infusino       | Crotone            | prestito      |
| C        | Stefano Manzo          | Cavese             | definitivo    |
| C        | Gianmaria Guadagno     | Atalanta           | prestito      |
| D        | Antonio Ferrara        | Pro Piacenza       | prestito      |
| C        | Francesco Marco Araldo | Crotone            | prestito      |
| D        | Nicola Lanzolla        | Monopoli           | definitivo    |
| A        | Cosimo Salatino        | Virtus Francavilla | prestito      |
| D        | Gioacchino Carullo     | Entella            | prestito      |
| D        | Dario Bova             | Como               | definitivo    |
| D        | Salvatore Pelliccia    | Paganese           | prestito      |
| D        | Salvatore D'Alterio    | Cavese             | definitivo    |
| D        | Vito Russo             | Potenza            | fine prestito |
| P        | Giovanni Giunta        | Real Metapontino   | fine prestito |
| D        | Alessio Langellotti    | Tre Pini Maltese   | fine prestito |
| A        | Madelin Tandara        | Gelbison           | fine prestito |
| C        | Gaetano Palmisano      | Nardò              | fine prestito |
| D        | Rocco Girardi          | Fasano             | fine prestito |
| C        | Leonardo De Salve      | Real Senise        | fine prestito |
| D        | Simone Milizia         | Latina             | fine prestito |
| D        | Antonio Boccadamo      | Imolese            | fine prestito |
| D        | Gabriele Leggieri      | Martina            | fine prestito |
| C        | Simone Fanelli         | Gravina            | fine prestito |
| A        | Giovanni Gatto         | Foggia             | fine prestito |

| Cessioni | Cessioni            | Cessioni       | Cessioni      |
| R.       | Nome                | a              | Modalità      |
| -------- | ------------------- | -------------- | ------------- |
| C        | Simone Fanelli      | Potenza        | definitivo    |
| D        | Gabriele Cacciola   |                | svincolato    |
| P        | Simon Van Brussel   | Massese        | definitivo    |
| D        | Simone Milizia      | Matera         | definitivo    |
| D        | Daniele Rosania     | Aprilia        | definitivo    |
| C        | Eugenio Lorofece    | Matera         | definitivo    |
| D        | Carmine Sgambati    | Matera         | definitivo    |
| D        | Francesco D'Angelo  | Bitonto        | definitivo    |
| C        | Kevin Giorgio       | Nocerina       | definitivo    |
| C        | Gaetano Palmisano   | Nardò          | definitivo    |
| A        | Madalin Tandara     | Gelbison       | definitivo    |
| D        | Romeo Bertani       | Mezzolara      | definitivo    |
| C        | Marian Galdean      | Matera         | definitivo    |
| D        | Gabriele Leggieri   | Grottaglie     | definitivo    |
| C        | Francesco Quero     | Sinanlunghese  | definitivo    |
| D        | Francesco Li Gotti  | Giana Erminio  | definitivo    |
| D        | Andrea Nocerino     | Avellino       | prestito      |
| D        | Donatello Salamina  | Brindisi       | prestito      |
| D        | Antonio Boccadamo   | Milano City    | prestito      |
| C        | Antonio Battista    | Brindisi       | prestito      |
| D        | Stefano Boccadamo   | Varesina       | prestito      |
| P        | Alessandro Russo    | FC Francavilla | prestito      |
| D        | Antonio Boccadamo   | Milano City    | prestito      |
| A        | Francesco Rizzo     | Gallipoli      | prestito      |
| A        | Giuseppe Lauro      | Sant'Agnello   | prestito      |
| A        | Francesco Rizzo     | Gallipoli      | prestito      |
| A        | Giovanni Gatto      | Brindisi       | prestito      |
| C        | Giovanni Giunta     | Brindisi       | prestito      |
| P        | Pierluca Pizzaleo   |                | svincolato    |
| C        | Giuseppe Capua      |                | svincolato    |
| C        | Vittorio Palumbo    |                | svincolato    |
| C        | Alessio Langellotti |                | svincolato    |
| A        | Andrea Bilotta      | Cosenza        | fine prestito |
| C        | Michele Portoghese  | Bari           | fine prestito |
| D        | Tidjane Corbier     | Bari           | fine prestito |
| P        | Paolo Pellegrino    | Cosenza        | fine prestito |

### Sessione invernale(dal 01/12 al 16/12)
| Acquisti | Acquisti          | Acquisti         | Acquisti   |
| R.       | Nome              | da               | Modalità   |
| -------- | ----------------- | ---------------- | ---------- |
| P        | Vittorio Antonino | Pro Piacenza     | definitivo |
| D        | Vito Di Bari      | Bitonto          | definitivo |
| A        | Antonio Croce     | Gravina          | definitivo |
| D        | Damiano Menna     | Avezzano         | definitivo |
| C        | Vittorio Esposito | Audace Cerignola | definitivo |

| Cessioni | Cessioni            | Cessioni         | Cessioni   |
| R.       | Nome                | a                | Modalità   |
| -------- | ------------------- | ---------------- | ---------- |
| P        | Andrea Cavalli      | Reggiana         | definitivo |
| A        | Cristiano Ancora    | Olympia Agnonese | definitivo |
| C        | Mauro Gori          | Fasano           | definitivo |
| D        | Salvatore D'Alterio | Sorrento         | definitivo |
| A        | Adama Diakitè       | Savoia           | definitivo |
| D        | Vito Russo          | Policoro         | definitivo |
| D        | Alessio Giannotta   | Policoro         | definitivo |
| D        | Claudio Miale       |                  | svincolato |
| D        | Pellegrino Albanese | Olympia Agnonese | definitivo |

### Sessione invernale(dal 01/01 al 31/01)
| Acquisti | Acquisti         | Acquisti  | Acquisti   |
| R.       | Nome             | da        | Modalità   |
| -------- | ---------------- | --------- | ---------- |
| A        | Fabrizio Roberti | Viterbese | definitivo |

| Cessioni | Cessioni               | Cessioni | Cessioni      |
| R.       | Nome                   | a        | Modalità      |
| -------- | ---------------------- | -------- | ------------- |
| C        | Francesco Maria Araldo | Crotone  | fine prestito |
| D        | Gaetano Infusino       | Crotone  | fine prestito |
| A        | Ivan Squerzanti        | Torino   | fine prestito |

## Risultati

### Serie D

#### Girone di andata
| Arbitro: | Giaccaglia (Jesi) |

|            |           |             |
| Favetta 9’ | Marcatori | 63’ Turitto |

| Arbitro: | Paolucci (Lanciano) |

|                     |           |                                                |
| Langella 53’ (rig.) | Marcatori | 26’ Lanzolla 73’ Favetta 76’ (rig.) D'Agostino |

| Arbitro: | Barbiero (Campobasso) |

|                                         |           |                    |
| Lanzolla 2’ D'Agostino 9’ Marsili 90+1’ | Marcatori | 22’, 34’ Pozziello |

| Arbitro: | Scarpa (Collegno) |

|               |           |              |
| Lattanzio 70’ | Marcatori | 21’ Di Senso |

| Arbitro: | Zamagni (Cesena) |

|                                      |           |  |
| Manzo 49’ Favetta 70’ D'Agostino 77’ | Marcatori |  |

| Arbitro: | Croce (Novara) |

|  |           |              |
|  | Marcatori | 27’ Salatino |

| Arbitro: | Baldelli (Reggio Emilia) |

|                |           |                              |
| D'Agostino 25’ | Marcatori | 12’, 21’ Cristaldi 90’ Manno |

| Arbitro: | Di Marco (Ciampino) |

|                           |           |                         |
| Nadarevic 51’ Ganci 90+1’ | Marcatori | 4’ Di Senso 87’ Oggiano |

| Arbitro: | Baldelli (Reggio Emilia) |

|                                        |           |  |
| Favetta 16’ Oggiano 49’ D'Agostino 85’ | Marcatori |  |

| Arbitro: | Emmanuele (Pisa) |

|                           |           |                          |
| Tedesco 36’ Guadalupi 81’ | Marcatori | 23’ D'Agostino 43’ Manno |

| Arbitro: | Piazzini (Prato) |

|                       |           |               |
| D'Agostino 47’ (rig.) | Marcatori | 36’ Cammarota |

| Arbitro: | Galipò (Firenze) |

|                                    |           |                |
| Palmisano 53’ Bertacchi 57’ (rig.) | Marcatori | 15’ D'Agostino |

| Arbitro: | Mulas (Sassari) |

|                          |           |             |
| Di Senso 1’ Salatino 28’ | Marcatori | 69’ D'Auria |

| Arbitro: | Centi (Viterbo) |

|  |           |                    |
|  | Marcatori | 4’, 57’ D'Agostino |

| Taranto 12 dicembre 2018, ore 14.30 CEST 15ª giornata | Taranto        | 0 – 0 referto | AZ Picerno | Stadio Erasmo Iacovone (4 100 spett.)\| Arbitro: \| Caldera (Como) \| |
| Arbitro:                                              | Caldera (Como) |               |            |                                                                       |

| Arbitro: | Taricone (Perugia) |

|  |           |           |
|  | Marcatori | 35’ Croce |

| Arbitro: | Cherchi (Carbonia) |

|                                 |           |  |
| Oggiano 14’, 56’ D'Agostino 88’ | Marcatori |  |

#### Girone di ritorno
| Arbitro: | Campagnolo (Bassano del Grappa) |

|  |           |             |
|  | Marcatori | 29’ Massimo |

| Arbitro: | Vingo (Pisa) |

|                             |           |  |
| D'Agostino 14’ Esposito 35’ | Marcatori |  |

| Arbitro: | Zamagni (Cesena) |

|  |           |                               |
|  | Marcatori | 8’ (rig.) Favetta 78’ Roberti |

| Arbitro: | Delrio (Reggio Emilia) |

|                         |           |               |
| Roberti 14’ Favetta 87’ | Marcatori | 55’ Lattanzio |

| Arbitro: | Caldera (Como) |

|                   |           |                                      |
| Tagliamonte 90+2’ | Marcatori | 31’ (rig.), 79’ D'Agostino 86’ Croce |

| Arbitro: | Cavaliere (Paola) |

|             |           |  |
| Croce 90+2’ | Marcatori |  |

| Arbitro: | Zucchetti (Foligno) |

|                      |           |               |
| Cristaldi 82’ (rig.) | Marcatori | 90+6’ Marsili |

| Arbitro: | Scatena (Avezzano) |

|                                        |           |             |
| Oggiano 58’ Favetta 69’ D'Agostino 87’ | Marcatori | 60’ Corvino |

| Arbitro: | Madonia (Palermo) |

|                       |           |  |
| Nigro 31’ Santoro 76’ | Marcatori |  |

| Arbitro: | Vingo (Pisa) |

|                                   |           |  |
| D'Agostino 35’ (rig.) Favetta 80’ | Marcatori |  |

| Arbitro: | Costanza (Agrigento) |

|            |           |                                                          |
| Grieco 31’ | Marcatori | 45+2’ Favetta 66’ D'Agostino 88’ Bonavolontà 90+3’ Croce |

| Arbitro: | Di Marco (Ciampino) |

|                                   |           |              |
| D'Agostino 54’ (rig.) Favetta 77’ | Marcatori | 14’ Mingiano |

| Arbitro: | Arena (Torre del Greco) |

|                       |           |             |
| Lavopa 24’ Cimino 89’ | Marcatori | 37’ Marsili |

| Arbitro: | Crezzini (Siena) |

|                                                                         |           |  |
| Favetta 27’, 38’ Croce 53’ Di Senso 70’, 80’ Massimo 82’ Esposito 90+1’ | Marcatori |  |

| Picerno 18 aprile 2019, ore 15.00 CEST 32ª giornata | AZ Picerno             | 0 – 0 | Taranto | Stadio Donato Curcio\| Arbitro: \| Delrio (Reggio Emilia) \| |
| Arbitro:                                            | Delrio (Reggio Emilia) |       |         |                                                              |

| Arbitro: | Calzavara (Varese) |

|                                     |           |  |
| Oggiano 17’ Roberti 61’ Marsili 83’ | Marcatori |  |

| Arbitro: | Catanoso (Reggio Calabria) |

|                         |           |                |
| Herrera 8’ Gargiulo 56’ | Marcatori | 88’ D'Agostino |

#### Play off
| Arbitro: | Costanza (Agrigento) |

|                          |           |             |
| Croce 20’ D'Agostino 36’ | Marcatori | 84’ Palermo |

| Arbitro: | Giaccaglia (Jesi) |

|                                             |           |                |
| Russo 33’, 86’ Loiodice 54’, 74’ Foggia 64’ | Marcatori | 65’ D'Agostino |

### Coppa Italia Serie D
| Arbitro: | Vergaro (Bari) |

|                                                      |                      |                                                                  |
| Gori Massimo Ancora Favetta D'Agostino Carullo Miale | Tiri di rigore 5 – 4 | Kyeremateng Bertacchi Molinari Gigante Palmisano Aquaro Benvenga |

| Arbitro: | Robilotta (Sala Consilina) |

|                                |           |                                |
| Corvino 14’ (rig.) Formuso 37’ | Marcatori | 53’, 83’ Favetta 90+2’ Oggiano |

| Arbitro: | Catanoso (Reggio Calabria) |

|  |           |             |
|  | Marcatori | 73’ Qehajaj |